# ساو سيلفادور دي لورديلو
ساو سيلفادور دي لورديلو، هي إحدى مدن البرتغال تقع في بلدية بارديس في الشمال الغربي من الدولة.